# Lucainena de las Torres
Lucainena de las Torres este o municipalitate din provincia Almería, Andaluzia, Spania cu o populație de 668 locuitori.